# Adam Lamhamedi
Adam Lamhamedi (en arabe : آدم المحمدي), né le 22 avril 1995 à Québec, est un skieur alpin maroco-canadien.

## Biographie
Alors qu'Adam Lamhamedi est canadien car né au Canada, il est aussi marocain car né d'un père originaire du Maroc et d'une mère canadienne ce qui lui donne la possibilité de concourir pour ce pays. Il est le vainqueur de la première compétition de Super-G aux Jeux olympiques de la jeunesse d'hiver et est devenu le premier athlète africain à remporter une médaille olympique d'hiver.
En 2013-14, Lamhamedi continue à être rattaché au club de ski de Stoneham et, depuis 2011, bénéficie de l’appui octroyé par le programme destiné aux athlètes de haut niveau du ministère de la Jeunesse et des Sports, du Comité national olympique marocain et de la Fédération royale marocaine de ski et montagne. Après avoir été membre de Skibec alpin, rattaché au programme québécois Sports-arts-études de l'École secondaire Cardinal-Roy (2010-2012), il est actuellement inscrit au programme canadien Alliance sport-études de l’enseignement supérieur.

## Palmarès

### Jeux olympiques
| Épreuve / Édition   | Slalom | Slalom géant |
| ------------------- | ------ | ------------ |
| JO 2014 Sotchi      | DNF    | 47e          |
| JO 2018 Pyeongchang | DNF    | 53e          |

### Jeux olympiques de la jeunesse d'hiver
| Épreuve / Édition | Innsbruck 2012 |
| Slalom            | DNF            |
| Slalom géant      | DNF            |
| Super G           | Or             |
| Combiné           | DNF            |